# Beatrice Cenci

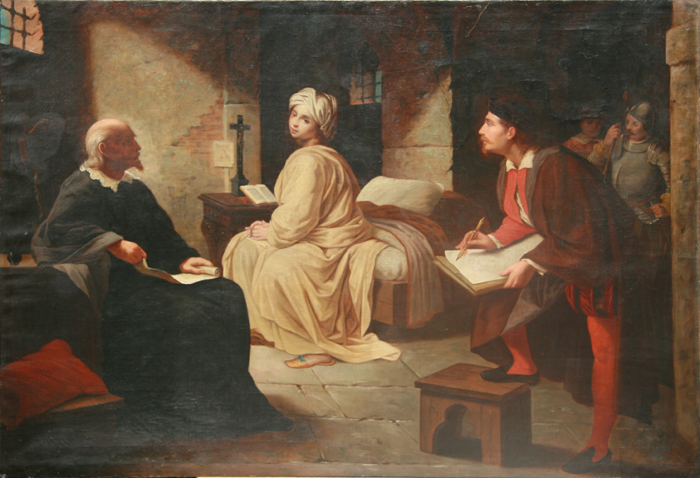
Beatrice Cenci en prisión

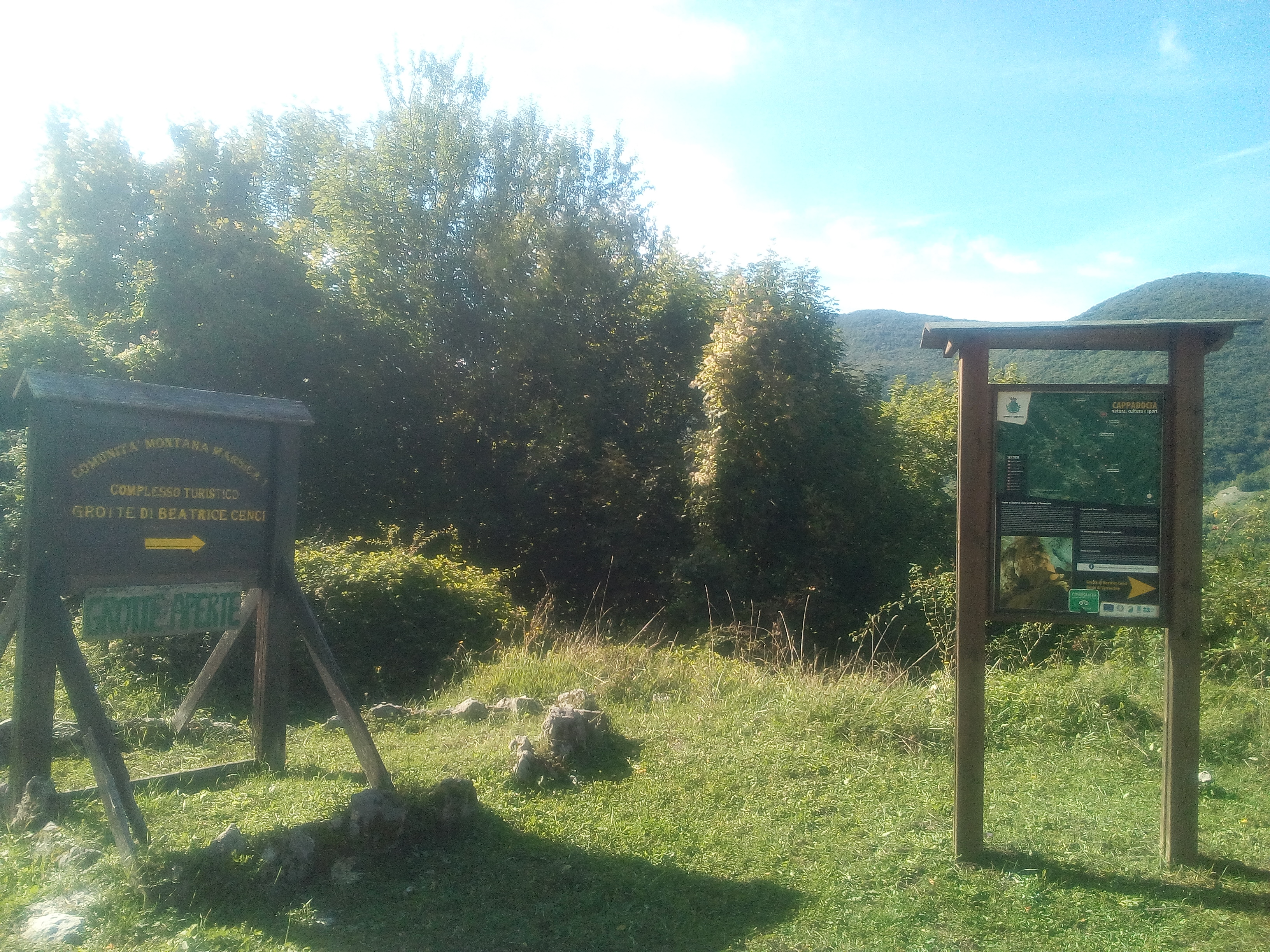
Cuevas de Beatrice Cenci

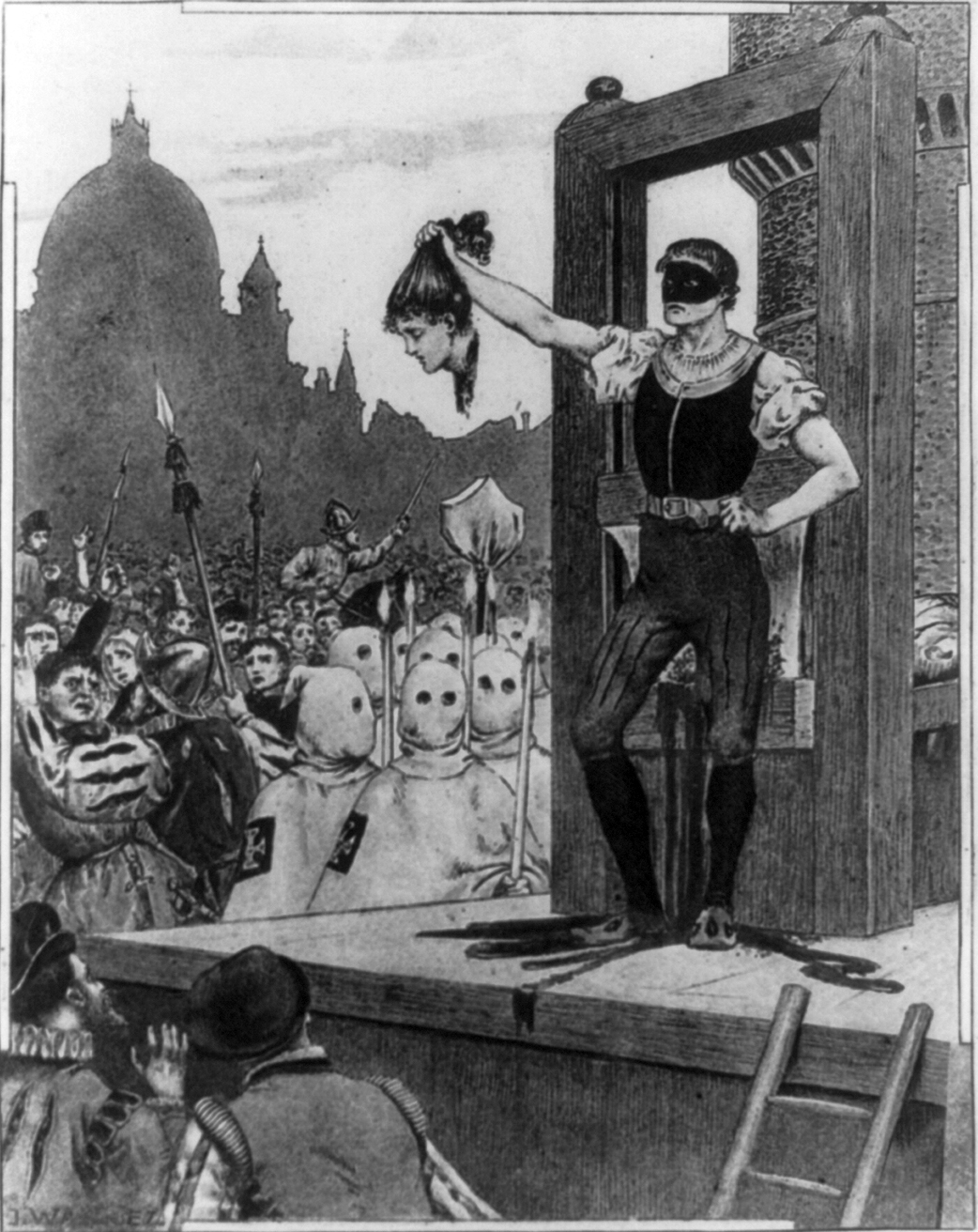
Ejecución de Beatrice Cenci

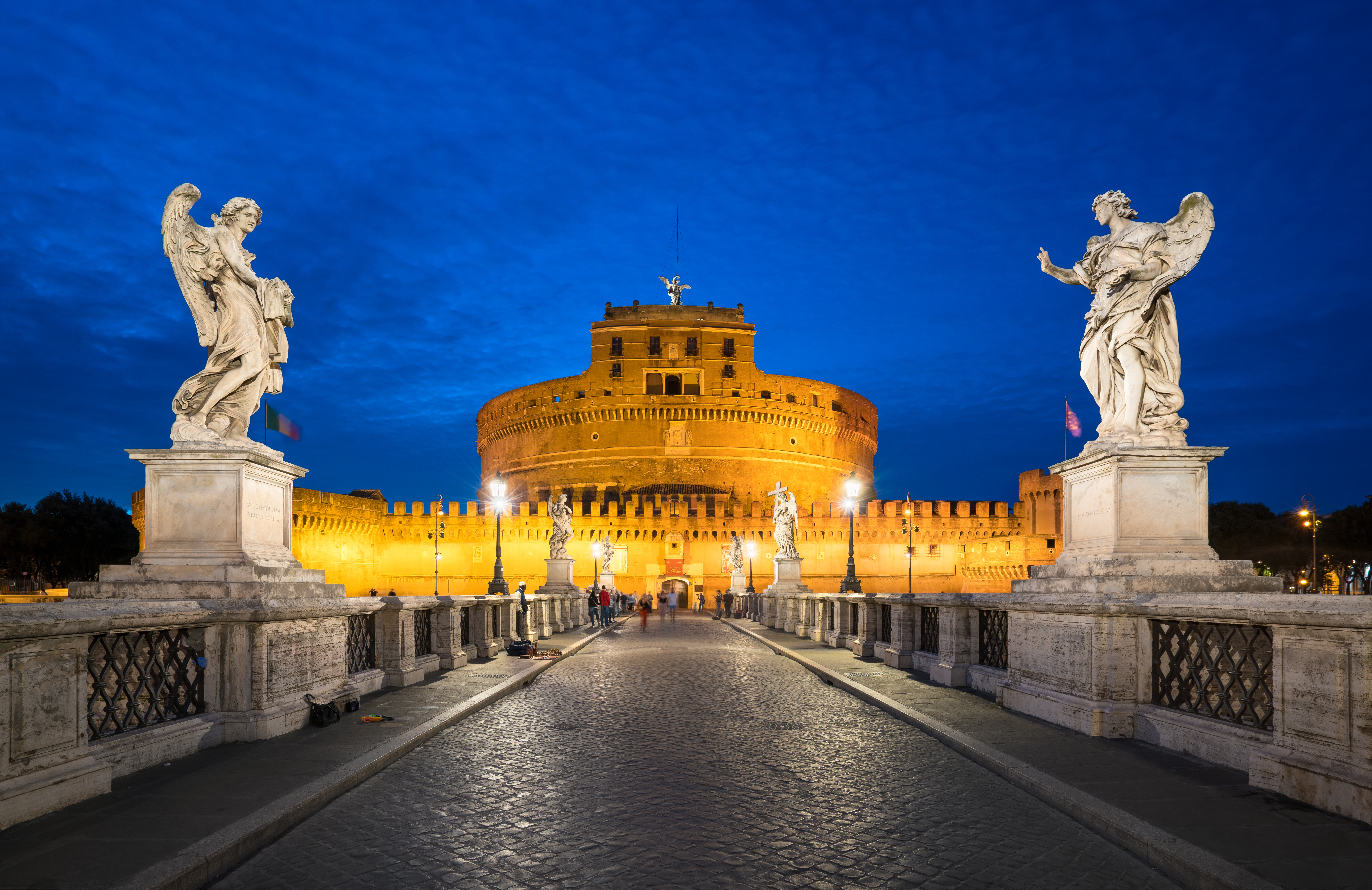
Castillo de Sant'Angelo

Beatrice Cenci (6 de febrero de 1577 - 11 de septiembre de 1599) fue una noble italiana, recordada por ser la protagonista de un reconocido juicio por parricidio en la Roma postrenacentista.
Beatrice fue la hija de Francesco Cenci, un aristócrata que, debido a su temperamento violento e inmoral, más de una vez se encontró involucrado en problemas con la justicia papal. Vivían en el rione (barrio) Regola de Roma, en el Palazzo Cenci, construido sobre las ruinas de un palacio medieval fortificado ubicado en el borde del ghetto judío de Roma. Con ellos vivían el hermano mayor de Beatrice, Giacomo, la segunda esposa de Francesco, Lucrezia Petroni, y Bernardo, el joven nacido del segundo matrimonio de Francesco. Los Cenci eran además dueños de un castillo, La Rocca, ubicado en una villa cercana a Rieti (norte de Roma) llamada Petrella del Salto.

## Historia y leyenda

### Historia
El escritor Stefan Zweig escribió en 1926 Leyenda y verdad de Beatrice Cenci, en el que distingue la leyenda —el incesto de Beatrice es parte de ella— de la verdad. Al parecer Beatrice estaba embarazada y no lo quería comunicar a sus padres por temor, y tendría un hijo al que dejaría bienes a través de una amiga. Los familiares, entre ellos Beatrice, e implicados, fueron torturados y ajusticiados.

### Leyenda
Stendhal también narra la historia de Beatrice Cenci en su relato Los Cenci pero, según Zweig, asume demasiadas de las falsedades de la leyenda. También inspiró dramas a Percy Bysshe Shelley y Antonin Artaud, un relato a Alberto Moravia y también alimentó el morbo de Alejandro Dumas. En el siglo XX, Alberto Ginastera y Alberto Girri le dieron rango de ópera, titulada Beatrix Cenci, y la industria cinematográfica italiana la convirtió en película erótica.
De acuerdo con la leyenda, Francesco Cenci abusaba frecuentemente de su esposa e hijos, y llegó al punto de cometer incesto con Beatrice. Francesco había sido encarcelado por otros crímenes, pero gracias a la indulgencia con la que los nobles eran tratados, era liberado rápidamente. Beatrice intentó alertar a las autoridades sobre los distintos abusos, pero nada sucedió, a pesar de que todos en Roma sabían qué clase de persona era su padre. Cuando Francesco se enteró de que su hija lo había denunciado, la envió junto con su madre lejos de Roma, a vivir en el castillo de la familia. Hartos del comportamiento del hombre, los cuatro Cenci decidieron matarlo para poner fin a los abusos, y organizaron un complot. En 1598, durante una de las visitas de Francesco al castillo, dos vasallos (uno de los cuales se había convertido en el amante de Beatrice) intentaron envenenar al hombre, pero el intento fracasó, por lo cual Beatrice, sus hermanos y su madre adoptiva golpearon a Francesco con un martillo hasta matarlo, y arrojaron el cuerpo desde un balcón para que todo pareciera un accidente. Sin embargo, nadie creyó que la muerte de Cenci fuera un accidente realmente.
Cuando la ausencia del hombre fue notada la policía papal inició una investigación para determinar qué había sucedido. El amante de Beatrice fue torturado y murió sin revelar la verdad. Mientras tanto, un amigo de la familia, conocedor del homicidio, ordenó la muerte del segundo vasallo, para evitar cualquier riesgo. A pesar de todo, el complot fue descubierto, y los cuatro miembros de la familia Cenci fueron arrestados, encontrados culpables y sentenciados a muerte. Los habitantes de Roma, conocedores de los motivos del asesinato, protestaron contra la decisión del tribunal, consiguiendo un pequeño aplazamiento de la ejecución. Sin embargo, el papa Clemente VIII no mostró clemencia alguna: el 11 de septiembre de 1599, al alba, la familia fue llevada al puente del Castillo Sant'Angelo, donde la sentencia se llevó a cabo.
Giacomo fue descuartizado, y posteriormente sus extremidades fueron colgadas a la vista del público. Lucrezia y Beatrice fueron decapitadas con una espada. Solo el hermano menor se salvó de la muerte, pero aun así fue llevado hasta el sitio de la ejecución para presenciar la muerte de sus familiares, antes de ser devuelto a remo perpetuo y de que sus propiedades fueran confiscadas para pasar a manos de la familia del papa. Beatrice fue enterrada en la iglesia de San Pedro en Montorio. Para la gente de Roma, Beatrice se convirtió en un símbolo de resistencia contra la aristocracia y una leyenda surgió: cada año en la noche antes del día de su muerte, ella volvía al puente cargando su cabeza.

## Literatura y artes

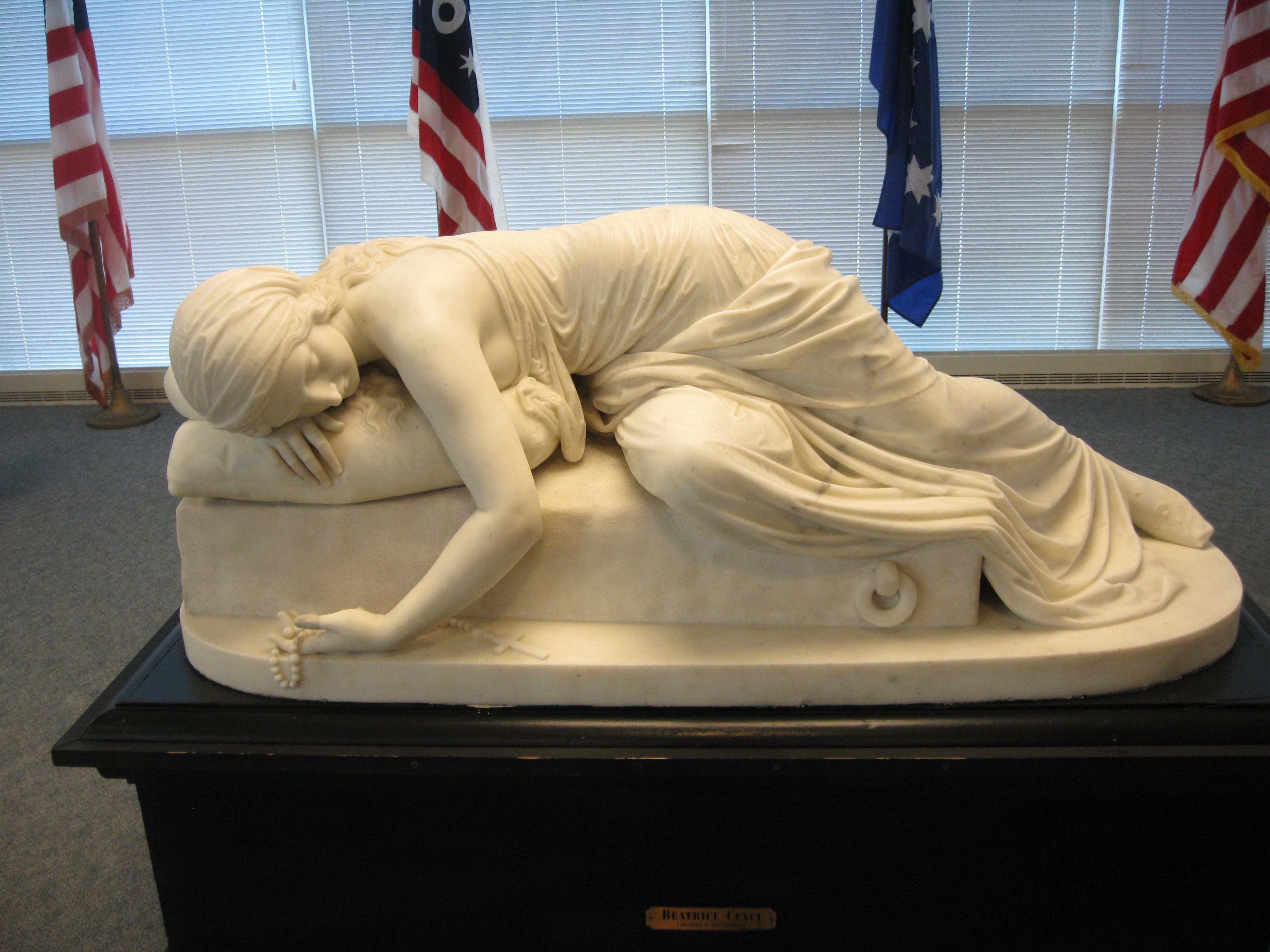
Beatrice Cenci, escultura de Harriet Hosmer.

Beatrice Cenci ha sido mencionada en numerosas obras literarias, artísticas y musicales:
- La pintura Beatrice Cenci, del pintor manierista Guido Reni (1575-1642).
- La leyenda que rodea a Beatrice figura prominentemente en el Fauno de Mármol (1806), de Nathaniel Hawthorne. Los dos personajes femeninos principales del libro, Hilda y Miriam, debaten la naturaleza y amplitud de la culpabilidad de Beatrice. Hilda cree que el acto de Beatrice es un "crimen inexpiable", mientras que Miriam cree que no fue "pecado en lo absoluto, sino la mejor virtud posible en las circunstancias". Hawthorne dibuja muchas similitudes entre Miriam y Beatrice, y el lector debe debatir si Miriam es, o no, una vengadora o una culpable.
- Harriet Goodhue Hosmer esculpió el mármol Beatrice Cenci (1857), el cual se halla en la Librería Mercantile de San Luis.
- Beatrice Cenci, novela de Francesco Domenico Guerrazzi
- Los Cenci, novela corta de Stendhal
- The Cenci: A Tragedy in Five Acts, drama de Percy Bysshe Shelley (compuesto en Roma y Villa Valsovano cerca de Livorno, mayo–5 de agosto de  1819, publicado en la primavera de 1820 por C. & J. Ollier, Londres, 1819)
- Béatrix Cenci, por Astolphe de Custine
- Béatrix Cenci, 1839, por el poeta polaco Juliusz Słowacki
- Nemesis, tragedia escrita por Alfred Nobel.
- Beatrice Cenci, obra teatral de Alberto Moravia
- Beatrice Cenci, ópera de Berthold Goldschmidt
- Les Cenci (1935), obra teatral de Antonin Artaud
- The Cenci, ensayo escrito por Alejandro Dumas en el volumen 1 de Celebrated Crimes
- The Cenci (1951-52), ópera de Havergal Brian
- Una película italiana sobre su historia, dirigida por Lucio Fulci, fue lanzada en 1969.
- Beatrix Cenci, ópera compuesta por Alberto Ginastera  con letra de Alberto Girri, de 1971.
- La ópera canadiense Beatrice Chancy (1998), escrita por George Elliott y James Rolfe, e inspirada por el drama de Shelley, trasplantó el relato a un escenario situado en la Nueva Escocia del siglo XIX.
- La pintura de Guido Reni aparece en la película de David Lynch Mulholland Drive (2001), la cual se muestra en el apartamento de Hollywood de Ruth Elms, como una referencia a los Cenci.
- Beatriz Cenci, una historia romana (2009), obra teatral de Pedro Amorós.
- 11 settembre 1599 A Beatrice Cenci, una pieza en prosa poética de Sabrina Gatti (escritora italiana), en Il trono dei poveri (2020).